# Herminia barbalis
Herminia barbalis là một loài bướm đêm trong họ Noctuidae.